# Sara Evans
Sara Lynn Evans, född 5 februari 1971 i Boonville, Missouri, är en amerikansk countrysångare

## Biografi
Evans växte upp på en farm, som den äldsta av sju syskon och har såväl engelskt som irländskt påbrå. Hon har tre barn: Avery Jack Lyons (född 21 augusti 1999), Olivia Margaret (född 22 januari 2003) och Audrey Elizabeth (född 6 oktober 2004) tillsammans med sin exmake Craig Schelske. 
Sara och hennes barn bor för närvarande i Franklin, Tennessee.
Evans, som fick sitt genombrott i slutet av 1990-talet, har blivit en av countrymusikens mest populära sångerskor med storsäljande album som Restless (2004) och Real Fine Place (2005).

## Diskografi
Studioalbum (med placering på Billboard charts - Top Country Albums och RIAA-certifiering)
- 1997 – Three Chords and the Truth (#56)
- 1998 – No Place That Far (#11) (Guldskiva)
- 2000 – Born to Fly (#6) (Platinaskiva)
- 2003 – Restless	 (#3) (Platinaskiva)
- 2005 – Real Fine Place (#1) (Platinaskiva)
- 2011 – Stronger	 (#1)
- 2014 – Slow Me Down (#2)
- 2014 – At Christmas (#21)
- 2017 – Words (#4)

Samlingsalbum
- 2005 – Feels Like Home
- 2006 – The Early Years
- 2007 – Greatest Hits (#3) (Guldskiva)
- 2013 – Playlist: The Very Best of Sara Evans (#73)

Singlar/EPs
- 1999 – No Place That Far (EP)